# گوتفرید فوکس
گوتفرید فوکس (به آلمانی: Gottfried Fuchs) بازیکن فوتبال و مهاجم اهل آلمان است که از سال ۱۹۱۱ میلادی عضو تیم ملی فوتبال آلمان بوده‌است. وی در ۶ بازی ملی حضور داشته است و آخرین بازی ملی خود را در سال ۱۹۱۳ میلادی انجام داد. گوتفراید فوکس در بازی‌های ملی‌اش ۱۴ گل به ثمر رساند.